# Мятеж Семёнова
Мятеж Семёнова — белогвардейское выступление есаула Г. М. Семёнова 18 ноября (1 декабря) 1917 года.
В июне 1917 года Г. М. Семёнов был назначен комиссаром Временного правительства по формированию добровольческих частей из казаков, монголов и бурят в Забайкальской области для действующей армии.
После Октябрьской социалистической революции Семёнов, имея разрешение не только от Временного правительства, но и от Петроградского Совета рабочих и солдатских депутатов, продолжал формировать в Забайкалье конный Бурято-Монгольский казачий отряд. Но в отряд он уже принимал не только монголов и бурят, но и русских. Условием принятия в полк был «отказ от революционности».
Поняв, что Семёнов создаёт антибольшевистские части, читинский Совет рабочих депутатов задержал выплату денег на формирование отряда.
18 ноября (1 декабря) 1917 года Семёнов начал антисоветское выступление на станции Нижняя Берёзовка (в районе Верхнеудинска, ныне пос. Вагжанова в Улан-Удэ). Обратясь к съезду сельского населения Забайкалья в Верхнеудинске, призывая к «беспощадной борьбе с большевизмом» он попытался захватить власть в городе, но съезд, несмотря на пёстрый политический и социальный состав, не поддержал Семёнова и поручил комитету общественной безопасности и областному Совету арестовать Семёнова и разоружить его отряд. Семёнов оказал вооружённое сопротивление, затем он отправился в Читу, где арестовал главу Читинского Совета Пумпянского, похитил денежные средства и отступил в Маньчжурию.
Находясь на территории Маньчжурии (в полосе отчуждения  Китайско-Восточной железной дороги), при поддержке со стороны управляющего КВЖД генерала Д. Л. Хорвата Семёнов приступил к формированию «Особого Маньчжурского отряда» численностью около 500 чел.
29 января 1918 года отряд Семёнова перешел границу, атаковал и занял ст. Маньчжурия. Находившаяся здесь рабочая дружина была разгромлена, а члены станционного Совета рабочих депутатов — убиты.
После захвата станции Маньчжурия Семёнов продолжил наступление к Чите и овладел станциями Борзя и Оловянная. Для отпора белогвардейцам из Читы были направлены рота Красной гвардии и 1-й Аргунский казачий полк под командованием есаула Метелицы. Командующим этими силами был назначен Сергей Лазо, посланный Центральным исполнительным комитетом Советов Сибири из Иркутска в Забайкалье для организации борьбы с Семёновым. Так возник Даурский (Забайкальский) фронт — один из первых фронтов гражданской войны на Дальнем Востоке.
Остановив продвижение семёновцев на Читу, части Забайкальского фронта в первых числах марта сами перешли в наступление и разбили противника в районе ст. Даурия. Остатки семёновского отряда были отброшены обратно в Маньчжурию.
После окончания боевых действий в приграничном районе был оставлен заслон, однако основные силы сторонников Советской власти были демобилизованы: Аргунский полк был расформирован в связи с демобилизацией личного состава, а отряд Красной гвардии Читинских мастерских — в связи с необходимостью возвращения рабочих на производство.
В связи с этим в марте 1918 года I съезд Советов Забайкалья вынес решение начать создание отрядов Красной гвардии и частей Красной армии.

## Последующие события
Увеличив численность своего отряда, 5 апреля 1918 года Семёнов перешёл в наступление с территории Маньчжурии, выбив заслон Красной гвардии со станции Маньчжурия. Красногвардейцы были вынуждены отступить к станции Адриановка, взорвав мост через реку Онон.